# 磷酸氢二铵
磷酸氫二銨，或稱磷酸氫銨、磷酸一氫銨，是一種白色的晶體，水溶液呈中性。分子式為(NH4)2HPO4，可溶於水，加熱至155℃分解。
磷酸一氢铵会逐漸的分解釋放出氨氣，而形成磷酸二氢铵。
{\displaystyle {\ce {(NH4)2HPO4 <=> NH3 ^ + (NH4)H2PO4}}}

## 用处
磷酸一氢铵可用作肥料。当用作植物的肥料时，它会暂时增加土壤的pH，但经过长时间的硝化处理后，用磷酸一氢铵处理过的土壤会变得比以前更具酸性。由于铵在高碱性环境下会被转换成氨，所以磷酸一氢铵和碱不相容。磷酸一氢铵溶液的平均pH是7.5–8。
磷酸一氢铵也可以用作阻燃剂。它降低了材料的燃烧温度，降低了最大重量损失率，并增加残留物。这些性质可用于扑灭野火，因为降低热裂解温度和增加形成的焦炭量会减少可用燃料的量，并可能形成防火道。它是一些流行的商业消防产品的最大成分，也是“阻燃”卷烟的成分。
磷酸一氢铵也可用于酿酒和酿蜂蜜酒中的酵母营养素，某些品牌卷烟的添加剂（据称是尼古丁 强剂），防止火柴余辉，糖的纯化，焊接锡、铜、锌和黄铜的助焊剂，以及控制羊毛上可溶于碱但不溶于酸的胶体染料沉淀。

## 天然存在
磷酸一氢铵在天然中以罕见矿物phosphammite存在。相关的磷酸二氢铵则以矿物biphosphammite的形式存在。它们都与鸟粪沉积物有关。

## 外部連結
- http://www.chemyq.com/xz/xz1/1171jfmed.htm （页面存档备份，存于）